# Pandemia de gripe A (H1N1) de 2009-2010 en Costa Rica
La pandemia de gripe A (H1N1), que se inició en 2009, entró en Costa Rica el 28 de abril del mismo año, cuando en esa fecha se confirmó el primer caso de gripe, convirtiendo a Costa Rica en el primer país centroamericano en reportar el virus, y en el cuarto a nivel continental.
Con el propósito de enfrentar el pico de gripe A (H1N1), el Ministerio de Salud ordenó el 13 de julio de 2009 extender una semana las vacaciones estudiantiles de medio año, medida que es obligatoria para las escuelas y colegios, tanto públicos como privados, en todo el territorio nacional. Además, y con el fin de evitar un contagio masivo, el Ministerio de Salud, en acuerdo con la Iglesia católica, prohibió realizar la romería hacia la Basílica de Nuestra Señora de los Ángeles, patrona de Costa Rica, que se realiza el día 1 de agosto desde hace 227 años.
Hasta el 4 de noviembre de 2009, el Ministerio de Salud había confirmado 1.596 casos, 1.275 casos pendientes, 8.000 ya descartados, y 38 muertes y la tasa de contagio reportada era de 35,32 por 100.000 habitantes. Sin embargo, las autoridades de salud consideran que la tasa de mortalidad todavía es baja, 0,85 muertes por 100.000 habitantes y una letalidad de 2,48%. Desde esa fecha no se han emitido más boletines con información oficial sobre la enfermedad.
El 31 de julio de 2009, las autoridades de salud anunciaron que el país fue seleccionado para formar parte de los ensayos de la vacuna desarrollada por la farmacéutica suiza Novartis. El tamaño de la muestra local será de 784 costarricenses de edades entre 3 y 64 años. Además de Costa Rica, el prototipo de la vacuna será probado también en México y en los Estados Unidos.

## Brote inicial
El 28 de abril se confirma el primer caso de gripe A (H1N1) en Costa Rica, una joven hospitalizada en San José. El 28 de abril, la ministra de Salud de Costa Rica, María Luisa Ávila, confirmó el segundo caso, un hombre de 29 años hospitalizado en el hospital San Vicente de Paul en Heredia. Además, se decretó la Emergencia Sanitaria Nacional.
El Ministerio de Salud reportó la mañana del 2 de mayo la existencia de dos nuevos casos probables de gripe porcina en el país, un varón de 53 años que permanecía en el Hospital Rafael Ángel Calderón Guardia en San José y una mujer de 24 años que se recupera en su vivienda. Con esos nuevos los enfermos se elevaron a cuatro el total de costarricenses afectados por el virus A H1N1, causante de la nueva gripe. Tres de ellos figuraban como casos probables, mientras uno fue debidamente confirmado por los Centros para el Control y Prevención de Enfermedades de los Estados Unidos (CDC)
El Ministerio de Salud recibió la noche del viernes 8 de mayo la confirmación por parte de los Centros para el Control de Enfermedades (CDC), de siete casos más de infectados con el virus de la gripe A H1N1. La ministra de Salud, María Luisa Ávila, dijo que se trataba de tres hombres, de 24, 30 y 53 años; dos mujeres, de 20 y 25; dos niñas, de 4 y 11; y un niño de 3. 'Son personas que estuvieron en México o tuvieron contacto con viajeros a ese país', afirmó el Ministerio.
El 12 de mayo fue recibida una alerta de autoridades estadounidenses informando que tres integrantes de un coro de Boston que recorrió varios sitios de Costa Rica, presentaron síntomas de la gripe AH1N1 después de regresar a Estados Unidos. El 13 de mayo autoridades de salud costarricenses informaron de cuatro nuevo casos probables, tres de los cuales tuvieron contacto con integrantes del coro que visitó el país en abril. Las autoridades de salud investigan si hubo más contactos que produjeran contagio.
Al 20 de mayo, los casos confirmados llegaron a 20 con dos probables pendientes de conformación. Entre los 20 casos confirmados hay seis enfermos quienes tuvieron contacto con el coro de Boston, y el Ministerio de Salud reporta que todos los pacientes se encuentran estables. En esta semana se registraron los primeros contagios autóctonos en el país, en la cual todos los casos que se habían presentado anteriormente eran de personas que habían viajado a México o que habían tenido contacto con personas de ese país o de Estados Unidos. El primer caso fue el de un hombre de la provincia de Cartago y contagió a cuatro miembros de su familia, y el segundo el de una niña de la provincia de Heredia que contagió a otro pariente. El Ministerio de Salud informó que todos los casos autóctonos corresponden a contagio entre familiares.
A partir del 20 de mayo los casos probables son confirmados por el Laboratorio de Virología del Instituto Costarricense de Investigación y Enseñanza en Nutrición y Salud (Inciensa), que ya cuenta con capacidad para confirmar si un paciente contrajo el virus AH1N1 en un plazo de 24 horas. Anteriormente las muestras de los casos probables debían enviarse a los Centros de Control y Prevención de Enfermedades de Estados Unidos para los exámenes de confirmación.

## Pico de contagio de julio y agosto de 2009
A partir del 11 de julio el Ministerio de Salud emitió nuevas directrices para enfrentar la pandemia y en adelante únicamente se tomarán muestras a pacientes con síntomas de influenza que presenten factores de riesgo, tales como asmáticos, diabéticos, embarazadas, obesos y aquellos con enfermedades pulmonares y cardíacas. Otros pacientes que tendrán prioridad son los que presenten 39 o más grados de temperatura y/o dificultad para respirar. Anteriormente se tomaban muestras para detectar el virus a todo paciente con síntomas de la gripe. Este cambio obedece al súbito incremento en el número de casos y al hecho de que la mayoría de los pacientes solo presentan síntomas leves que pueden ser atendidos en casa, de modo que el Ministerio de Salud pretende concentrar sus acciones en evitar más decesos por la pandemia, y el énfasis ya no será contener los contagios. Adicionalmente, y con el propósito de enfrentar el pico de gripe AH1N1, el 13 de julio el Ministerio de Salud ordenó extender una semana las vacaciones estudiantiles de medio año, medida que es obligatoria para las escuelas y colegios, tanto públicos como privados, en todo el territorio nacional.
El 21 de julio el Ministerio de Salud anunció, en acuerdo con la Iglesia católica y con el fin de evitar un contagio masivo, la prohibición de realizar la tradicional romería hacia la Basílica de Nuestra Señora de los Ángeles, patrona de Costa Rica, que se realiza durante el día 1 de agosto desde hace 227 años. Las autoridades sanitarias estimaron que la romería podría contaminar hasta 20.000 mil personas de los dos millones que tradicionalmente participan en ese evento religioso, con el riesgo adicional de que los peregrinos esparzan el virus por todo el país.
El 11 de agosto del 2009 fue anunciado que el presidente Óscar Arias Sánchez resultó positivo en prueba de la Gripe A (H1N1), convirtiéndose en el primer Jefe de Estado en contagiarse con el virus. El Presidente presenta síntomas leves, pero como padece de asma continuó trabajando en sus funciones oficiales desde su casa. El Presidente Arias retornó a sus funciones normales una semana después.
Hasta el 15 de octubre el Ministerio de Salud había confirmado 1.530 casos, 1.242 casos pendientes, 7.404 ya descartados y 38 muertes. La tasa de contagio reportada durante la primera ola pandémica es de 34,4 por 100.000 habitantes. Como resultado de la directriz emitida por el Ministerio de Salud el 11 de julio, las estadísticas de infectados y casos probables ya no reflejará el total de personas infectadas ya que desde esa fecha las pruebas para detectar el virus solo se están realizando en los casos que presentan factores de riesgo y los casos críticos.

## Decesos
Un hombre de 53 años contagiado con el virus de la gripe A H1N1 se convirtió en la primera víctima mortal en Costa Rica. Así lo confirmó la ministra de Salud el 9 de mayo. Costa Rica pasó a ser el cuarto país en el mundo, después de México, Estados Unidos y Canadá en confirmar personas fallecidas por el virus de la gripe A H1N1. Entre los otros siete casos restantes confirmados por los Centros para el Control y Prevención de Enfermedades hasta entonces, tres eran niños contaminados por el paciente que murió, y su condición no era crítica.
El hombre fallecido sufría de otras enfermedades crónicas. La Ministra de Salud informó que padecía de diabetes y también de enfermedad pulmonar obstructiva crónica (Epoc). Ella también informó que debido a estas enfermedades anteriores las defensas del paciente estaban debilitadas, facilitando la propagación del virus de la gripe A H1N1, situación que favoreció la muerte del paciente. La ministra también aclaró que el hombre se contagió dentro de Costa Rica ya que no había viajado a México, y que fueron identificadas 51 personas que tuvieron contacto con el paciente, pero solo los tres niños resultaron positivos.
La segunda muerte fue confirmada por el Ministerio de Salud el 29 de junio. Se trata de una mujer de 35 años que falleció el 23 de junio, menos de 24 horas después de haber sido internada en un hospital local y cuando se presentó al servicio de emergencias ya presentaba neumonía severa. Como en el primer caso de defunción, la mujer tenía otras complicaciones de salud. Ella sufría de hipertensión y obesidad mórbida.
La tercera víctima mortal fue un hombre de 55 años, fumador, que falleció el 29 de junio. El paciente presentaba enfermedad pulmonar obstructiva crónica debido al fumado. El 4 de julio falleció el cuarto paciente, una mujer de 45 años que ingresó al hospital con neumonía.
La quinta víctima mortal, ocurrida el 11 de julio, fue una mujer embarazada de gemelos de 25 años con cinco meses de gestación. Los dos fetos fallecieron horas antes de la defunción de la madre. La sexta defunción ocurrió el 13 de julio y se trataba de un hombre de 45 años. Este es el primer paciente que no sufría ninguno de los factores de riesgo identificados en las otras víctimas mortales. La sétima víctima fue un hombre de 24 años, fumador que padecía de obesidad. Las autoridades de Salud de Costa Rica también confirmaron el 15 de julio que un joven con parálisis cerebral se convirtió en la octava persona que fallece a causa de la gripe A en el país, y la cuarta en la misma semana.
Al 15 de octubre se habían confirmado 38 muertes relacionadas con el virus, y la última defunción ocurrió a finales de septiembre. También fue confirmada la muerte de una costarricense en Nicaragua cuyas autoridades la confirman como positiva. A pesar del pico de contagio que inició en julio, las autoridades de salud consideran que la tasa de mortalidad todavía es baja, 0,85 muertes por 100.000 habitantes y una tasa de letalidad de 2,48%. De las 38 muertes confirmadas el 47,3% corresponden a la provincia de San José y no se han presentado defunciones asociadas al virus en la provincia de Guanacaste. Con respecto a la edad de las defunciones, oscila entre 20 a 79 años, con una edad promedio de 41 años.
| San José                                  | 18 | 7  | 11 |
| Heredia                                   | 5  | 3  | 2  |
| Alajuela                                  | 6  | 0  | 6  |
| Limón                                     | 4  | 3  | 1  |
| Puntarenas                                | 3  | 1  | 2  |
| Cartago                                   | 2  | 2  | 0  |
| Total                                     | 38 | 15 | 22 |
| Fuente: Dirección Vigilancia de la Salud. |    |    |    |

Los factores de riesgo que con más frecuencia se han presentado entre los pacientes fallecidos son obesidad (36,4%), diabetes (18,2%), asma (18,2%), embarazo (9,1%) y enfermedad pulmonar obstructiva crónica (6,1%).